# Остен-Сакен Фабіан Вільгельмович
Фабіан Вільгельмович Остен-Сакен гербу Остен-Сакен (нім. Fabian Gottlieb von der Osten-Sacken, рос. Фабиа́н Вильге́льмович О́стен-Са́кен, нар. 20 жовтня 1752, Таллінн — пом. 7 квітня 1837, Київ) — російський командир епохи наполеонівських воєн, генерал-фельдмаршал, князь (з 1832 року).

## Біографія
З балтійських німців, Естляндських дворян.
Батько, барон Вільгельм Фердинанд Остен-Сакен(нар. 1700 — пом. 1754), у званні капітана служив у Ревельському гарнізоні та перебував ад'ютантом при фельдмаршалові графі Мініху.
Мати Ядвіга Елеонора фон Удом (нім. Hedwig Eleonora von Udam)(нар. 1712 — пом. 1778) була донькою шведського майора.
Як було заведено у дворян, в 14 років був записаний підпрапорщиком на службу в Копорському 4-му мушкетерському полку.
Службу почав сержантом в 1767 році.
В 1769 році брав участь у блокаді Хотина. 7 вересня 1769 року за бойові заслуги отримав звання прапорщика і переведений в Нашебургський мушкетерський полк.
Брав участь у Російсько-турецькій війні в 1771—1772 роках під орудою генерала Суворова та проти польських конфедератів в 1770—1773 роках.
У 1785 році переведений капітаном в Сухопутний шляхетний кадетський корпус. В 1786 році отримав чин майора і в той же день підвищений у підполковники.
В 1790 році брав участь у штурмі Ізмаїла під орудою генерала Суворова.
10 серпня 1792 року підвищений у полковники. В 1793 році переведений в Чернігівський мушкетерський полк. Учасник придушення Польського повстання 1794 року, нагороджений за бої золотою шпагою з написом «За хоробрість».
28 вересня 1797 року підвищений у генерал-майори і призначений шефом Катеринославського гренадерського полку. 11 липня 1799 року отримав звання генерал-лейтенанта.
Брав участь у невдалому для російської армії Швейцарському поході Суворова. В 1799 році, прикриваючи відступ корпусу генерала Римського-Корсакова у другій битві біля Цюриха, був пораненим кулею в голову і взятим у полон французьким генералом Массеною. 1801 року звільнений з полону і отримав призначення шефом Санкт-Петербурзького гренадерського полку.
У війні з Наполеоном 1806–1807 років, командуючи дивізією в армії Л. Л. Беннігсена, брав участь у боях біля Пултуська і Пройсіш-Ейлау, але незабаром після цього був звинувачений головнокомандувачем в непослуху, відданий під суд і протягом 5 років проживав в Петербурзі, в крайніх злиднях.
У 1812 році за найвищим розпорядженням слідство у справі Остен-Сакена було припинено і він був відправлений в армію Тормасова командиром корпусу.
Відзначився під час закордонного походу російської армії проти Наполеона 1813–1814 років; командував корпусом (більше 50 тисяч осіб) у складі Сілезької армії. Відзначився в битві під Кацбасом, де командував правим крилом армії. Того ж дня 14 серпня 1813 року підвищений у генерали-від-інфантерії. За взяття Гальського передмістя під час «Битви народів» біля Лейпцигу нагороджений орденом Св. Георгія 2-го ступеня. У 1814 році за бої біля Брієнн-лє-Шато і Ла-Ротьєра удостоєний ордена Андрія Первозванного.
Після занятті союзниками Парижу 19 березня 1814 був призначений губернатором міста і встиг заслужити повагу обивателів. В червні, коли управління було передано місцевій владі, залишив пост губернатора Парижа. Місто піднесло йому, на знак вдячності, карабін, пару пістолетів і золоту шпагу, обсипану діамантами, на одній стороні якої було накреслено: «Місто Париж генералу Сакену». У визначенні, на підставі якої ця зброя була піднесена полководцеві, сказано, що «він запровадив в Парижі тишу та безпеку, позбавив його від зайвих витрат, сприяв громадським та судовим закладам, і що мешканці, завдяки його пильності, могли займатися звичайними своїми справами і відчували себе не у військовому стані, а користувалися всіма вигодами і зручностями мирного часу».
1815 року Сакен брав участь у повторному поході російських військ до Франції, командуючи 3-м піхотним корпусом у Варшаві, який увійшов до складу армії генерал-фельдмаршала Барклая-де-Толлі.
Після повернення в Росію командував піхотним корпусом, потім з 1818 року 1-ю армією після смерті колишнього командувача Барклая-де-Толлі; в 1818 році призначений членом Державної Ради. 8 квітня 1821 року отримав титул графа.
1825 року цар Микола I в день свого коронування надіслав Остен-Сакену фельдмаршальський жезл.
В 1831 році Остен-Сакен, що мав тоді свою головну квартиру в Києві, відразу придушив заворушення, що почалися в Україні (Київська, Подільська і Волинська губернії) внаслідок польського повстання 1831 року, за що в листопаді 1832 року отримав князівський титул Російської імперії.
1835 року вийшов у почесну відставку через скасування 1-й армії. Після відставки жив у Києві.

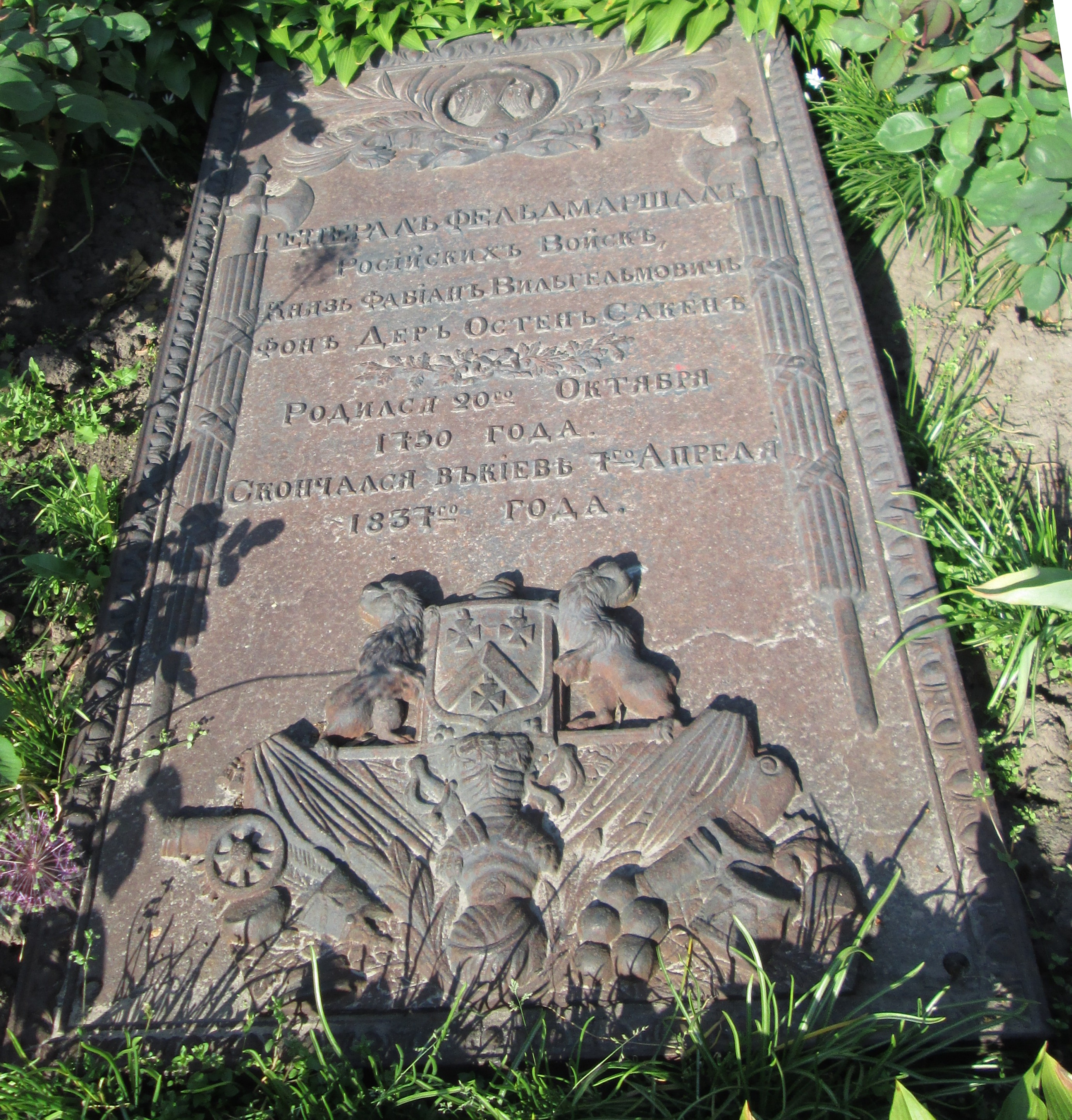
Надгробок Фабіана Остен-Сакена

Помер 7 квітня 1837 року та похований у Києво-Печерській Лаврі, на монастирському кладовищі біля церкви Різдва Богородиці на Дальніх печерах (могила збереглася).
Одруженим не був, але мав дітей:
- Гостомілов Олександр Васильович, генерал-майор.
- Елеонора, чоловік полковник у відставці ЗАХАРОВ.
- Катерина (пом. 1872), чоловік ад'ютант батька — Генріх Андрійович Бор.

Родичка князя Теофіла Антонівна Юрківська була одружена з Євстафієм Євстафійовичем Удомом, після звільнення якого зі служби мешкала разом з ним у місті Златопіль.

## Військові звання
- Підпрапорщик (18.10.1766)
- Сержант (08.04.1767)
- Прапорщик за заслуги в штурмі Хотина (07.09.1769)
- Поручник (01.01.1770)
- Поручик (01.01.1773)
- Капітан (21.04.1777)
- Майор (07.01.1785)
- Підполковник (13.11.1796)
- Полковник (20.08.1794)
- Генерал-майор (28.09.1797)
- Генерал-лейтенант (11.07.1799)
- Генерал від інфантерії за заслуги (30.08.1813)
- Генерал-фельдмаршал (22.08.1826)

## Нагороди
російські:
- Орден Святого Володимира 4-го ст. з бантом — за бої з турками (1789)
- Золота шпага «За хоробрість» — за бої з поляками під Вільно (1794)
- Орден Святого Георгія 4-го кл. (№ 948 по списку Степанова — Григоровича]]) (26.11.1792)
- Орден Святої Анни 1-го ст. — за відмінну службу (22.05.1804)
- Орден Святого Володимира 2-го ст. великий хрест — за Пройсіш-Ейлау (08.04.1807)
- Орден Святого Олександра Невського — за бої в Польщі (29.03.1813)
- Орден Святого Георгія 2-го кл. — «За заслуги в боях під Лейпцигом 4—7 жовтня 1813 року» (08.10.1813, № 56)
- Срібна медаль в пам'ять Вітчизняної війни 1812 року (1814)
- Відзнака за 35 років бездоганної служби (22.08.1828)
- Відзнака за 55 років бездоганної служби (22.08.1830)
- Орден Святого Володимира 1-го ст. — за довготривалу службу (22.09.1830)
- Портрет імператора Миколи I з алмазами для носіння на грудях (01.07.1831)
- Орден Андрія Первозванного — за бій із Наполеоном біля Брієнн-ле-Шато і Ла-Ротьєра (19.05.1814)
- Золота шпага «За хоробрість» з алмазами

іноземні:
- Прусський Орден Червоного орла (1807)
- Прусський Орден Чорного орла 1-го ст. (1813)
- Австрійський Військовий орден Марії Терезії 2-го ст. (1814)
- Французький Орден Святого Людовіка[fr] 1-го ст. (1814)
- Французький Орден Військових заслуг 1-го ст.
- Французька золота шпага «Березень 1814 — місто Париж генералу Сакену» з алмазами (18.05.1814)
- Австрійський Орден Святого Стефана великий хрест (1833)